# Clostridium papyrosolvens
Il Clostridium papyrosolvens  è una specie di batterio appartenente alla famiglia delle Clostridiaceae.